# Emmy Kristiansen

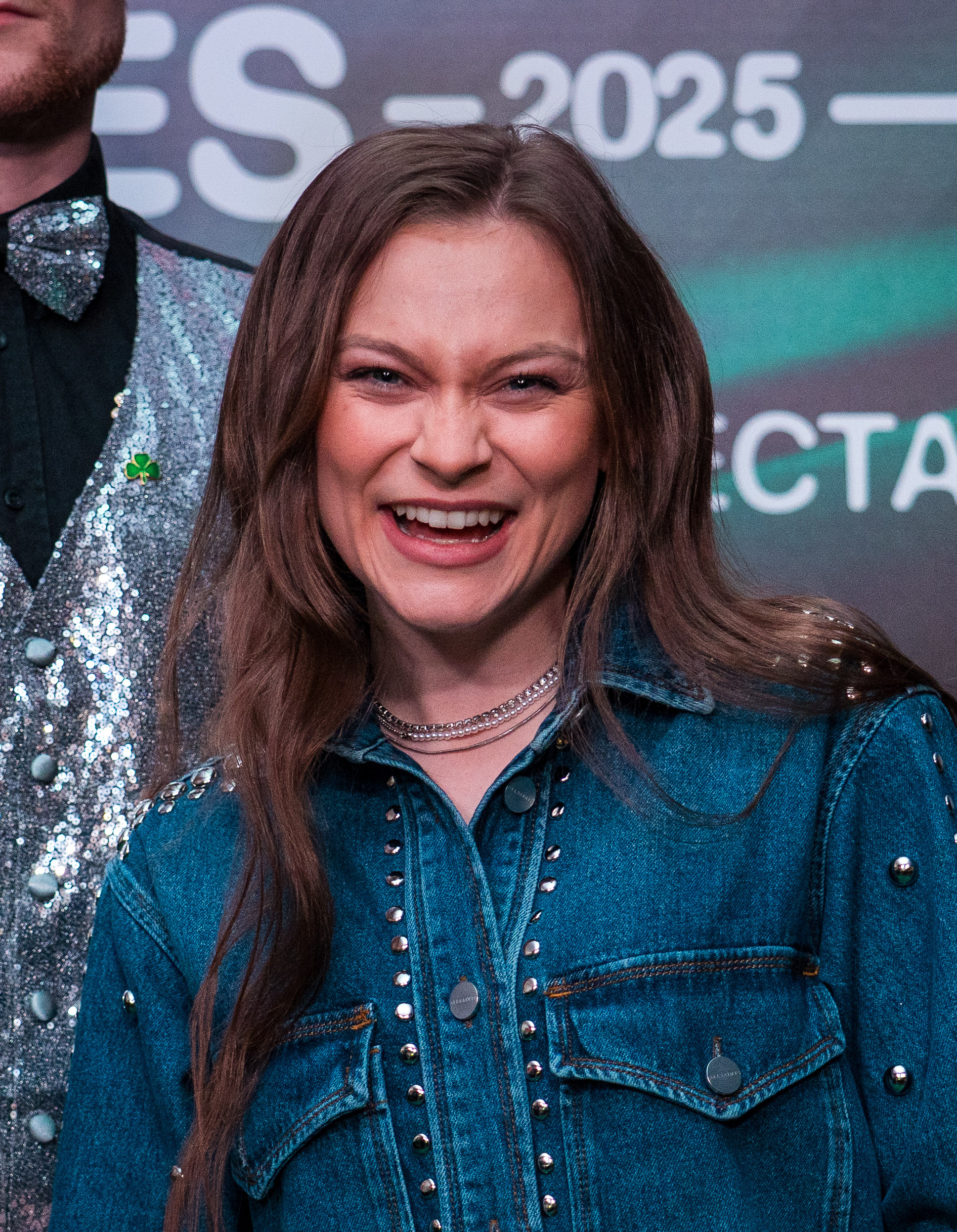
Emmy, 2025

Emmy Kristine Guttulsrud Kristiansen (* 13. September 2000) ist eine norwegische Sängerin und Songwriterin. Sie tritt unter dem Namen Emmy auf. Sie vertrat Irland beim Eurovision Song Contest 2025.

## Leben
Kristiansen stammt aus der Ortschaft Sande in der Kommune Holmestrand. Als Kind sang sie unter anderem in einem Chor. Nachdem ihr älterer Bruder Erlend bereits im Jahr 2011 an der bei NRK ausgestrahlten Jugend-Musikshow MGPjr mitgewirkt hatte, nahm im Jahr 2015 auch sie daran teil. Kristiansen trat dort im Alter von 14 Jahren mit dem Lied Aiaiaiai an.
Im Jahr 2021 nahm sie am Melodi Grand Prix 2021, der norwegischen Vorentscheidung zum Eurovision Song Contest, teil. Dort qualifizierte sie sich mit ihrem Beitrag Witch Woods im dritten Halbfinale für das Finale. Im Finale konnte sie sich nicht unter den besten vier Beiträgen platzieren. Beim Melodi Grand Prix 2024 war Kristiansen als Songwriterin am Lied Woman Show von Mathilde SPZ, Chris Archer und Slam Dunk beteiligt. Neben ihrer Tätigkeit in Norwegen erhielt sie über ihren TikTok-Account, bei dem sie mit der Zeit über eine Million Follower erreichte, auch ein Publikum außerhalb ihres Heimatlandes.
Im Januar 2025 wurde sie als Teilnehmerin am Eurosong 2025 Late Late Show Special, dem irischen Vorentscheid zum Eurovision Song Contest, vorgestellt. Dort trat sie mit dem in Zusammenarbeit mit einer irischen Songwriterin geschriebenen Lied Laika Party an. Kristiansen gewann den Vorentscheid am 7. Februar 2025 und vertrat Irland mit Laika Party beim Eurovision Song Contest 2025. Dort schied sie im zweiten Halbfinale mit 28 Punkten auf dem 13. Platz aus.

## Diskografie

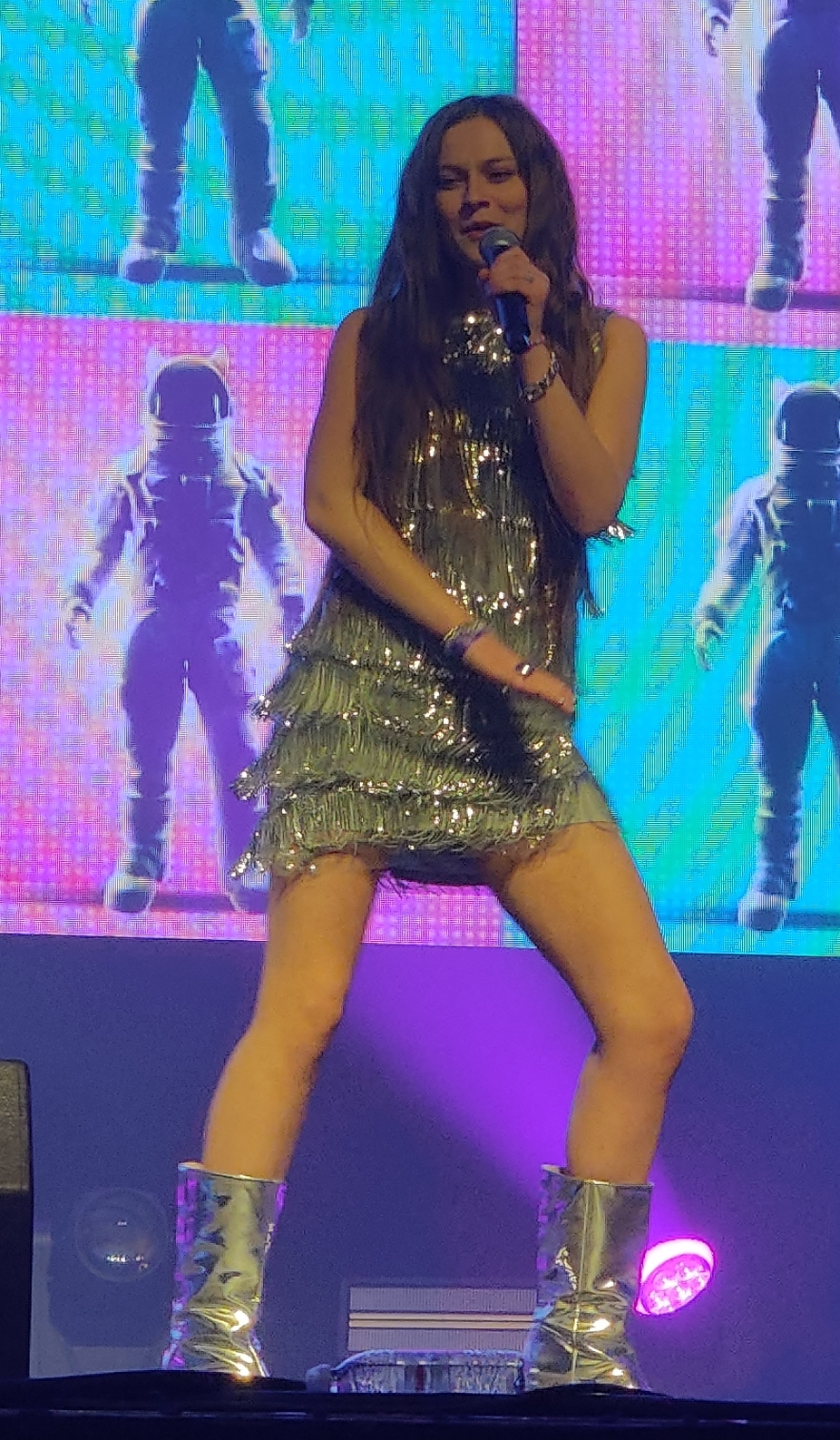
Emmy, 2025

### Singles
- 2015: Aiaiaiai
- 2016: Bjørnar
- 2016: Frightened of Lightning
- 2018: Jeg ser at du har ringt
- 2019: The Little Boy
- 2019: Er det du som har tatt den?
- 2020: Gunnar
- 2020: If Only
- 2021: Witch Woods
- 2021: Collection
- 2021: Brilleskille (mit Ole Hartz)
- 2021: Some Say
- 2022: Venus (Why Don’t We Run)
- 2022: Juliet
- 2022: Dear Sandman
- 2022: Dear Santa
- 2023: Just a Ghost
- 2023: DotA (mit J.O.X)
- 2023: She
- 2023: Haunting You
- 2024: Vil ha dig (mit Unge Lama)
- 2024: Lose My Love
- 2024: Dancing Alone
- 2024: Om du var min (mit J.O.X)
- 2024: Ain’t Nobody (mit Braaten)
- 2024: The Hanging Tree (mit Braaheim und Ilyaa)
- 2024: Boten Anna (mit J.O.X und Hubbe)
- 2024: Behind Blue Eyes (mit Braaheim und Ilyaa)
- 2024: Say You Love Me (mit Braaheim und Ilyaa)
- 2024: Lie to Me
- 2024: Monster
- 2024: Left Outside Alone
- 2025: Mom Is Home (mit K-391 und Nick Strand)
- 2025: Laika Party
- 2025: Legends
- 2025: Rena Lakan (mit Karlavagnen)